# Хроника Холодной войны (1959 год)
Хронология Холодной войны
- 1943
- 1944
- 1945
- 1946
- 1947
- 1948
- 1949
- 1950
- 1951
- 1952
- 1953
- 1954
- 1955
- 1956
- 1957
- 1958
- 1959
- 1960
- 1961
- 1962
- 1963
- 1964
- 1965
- 1966
- 1967
- 1968
- 1969
- 1970
- 1971
- 1972
- 1973
- 1974
- 1975
- 1976
- 1977
- 1978
- 1979
- 1980
- 1981
- 1982
- 1983
- 1984
- 1985
- 1986
- 1987
- 1988
- 1989
- 1990
- 1991

- 1 января: Фидель Кастро побеждает в кубинской революции и становится диктатором Кубы. В течение следующих нескольких лет по всей Латинской Америке возникают партизанские движения, вдохновлённые кубинским примером, зачастую подготовленные и снабжаемые кубинцами и СССР.
- 10—23 марта: Восстание в Тибете против китайского владычества.
- 24 марта: Новое правительство Республики Ирак выходит из состава Организации Центрального договора (СЕНТО).
- 24 июля: Во время открытия Американской национальной выставки в Москве Вице-президент США Ричард Никсон и Первый секретарь ЦК КПСС Хрущёв открыто обсуждали возможности каждой сверхдержавы. Этот разговор известен как «Кухонные дебаты».
- 7 августа: «Экплорер-6» запущен на орбиту, чтобы сделать снимки планеты Земля.
- Сентябрь: Первый секретарь ЦК КПСС Никита Хрущёв посещает США в течение 13 дней, и ему отказывают в доступе в Диснейленд. Вместо этого он посещает Сиуорлд (тогда известный называвшийся «Тихоокеанский Мэринленд»).
- 22 октября: Запуск «Луны-3», чтобы сделать снимки обратной стороны Луны.
- Ноябрь: Начало Руандийской революции.
- Декабрь: Формирование Северным Вьетнамом НФОЮВ (часто называемого Вьетконгом), коммунистического повстанческого движения, которое стремится свергнуть капиталистический режим Южного Вьетнама. Вьетконг снабжается Северным Вьетнамом и через некоторое время СССР.